# Baumhauerit
Baumhauerit ist ein selten vorkommendes Mineral aus der Mineralklasse der „Sulfide und Sulfosalze“ mit der chemischen Zusammensetzung Pb3As4S9 und damit chemisch gesehen ein komplexes Blei-Arsen-Sulfid. Strukturell gehört Baumhauerit zu den Sulfosalzen.
Baumhauerit kristallisiert im triklinen Kristallsystem und entwickelt meist kurzprismatische bis tafelige, gestreifte und mitunter gerundete Kristalle bis etwa 2,5 cm Größe. Er kommt aber auch in Form von körnigen Mineral-Aggregaten und abgerollten Körnern vor. Das Mineral ist in jeder Form undurchsichtig (opak) und zeigt auf den Oberflächen der in frischem Zustand blei- bis stahlgrauen Proben einen starken, metallischen Glanz. Nach einiger Zeit an der Luft kann Baumhauerit allerdings irisierend anlaufen und polierte Flächen erscheinen unter dem Auflichtmikroskop weiß mit tiefroten, inneren Reflexionen. Seine Strichfarbe ist allerdings immer dunkel- bis schokoladenbraun.

## Etymologie und Geschichte
Erstmals entdeckt wurde das Baumhauerit in der Grube Lengenbach/Binntal im Schweizer Kanton Wallis und beschrieben 1902 durch R. H. Solly, der das Mineral nach dem Professor der Mineralogie an der Universität Freiburg (Schweiz) Heinrich Adolph Baumhauer (1848–1926) benannte.
Das Naturhistorische Museum Wien kaufte 1903 ein Stück von verwachsenen Baumhaueritkristallen, die 6 × 2,5 × 2,3 cm messen. Heutzutage sind selbst Kristalle von einem cm Größe bereits ordentliche Funde.
Typmaterial des Minerals wird im Muséum national d’histoire naturelle in Paris unter der Katalog-Nr. 104.100 und im Natural History Museum in London (NHM-London) unter der Katalog-Nr. BM 1926,1654 aufbewahrt.

## Klassifikation
Bereits in der veralteten 8. Auflage der Mineralsystematik nach Strunz gehörte der Baumhauerit zur Mineralklasse der „Sulfide und Sulfosalze“ und dort zur Abteilung der „Komplexe Sulfide (Sulfosalze)“, wo er zusammen mit Dufrénoysit, Geokronit, Gratonit, Jordanit, Liveingit, Rathit-I, Rathit-III und Sartorit die „Sartorit-Jordanit-Gruppe (Bleiarsenspießglanze)“ mit der System-Nr. II/D.06 bildete.
Im zuletzt 2018 überarbeiteten und aktualisierten Lapis-Mineralienverzeichnis nach Stefan Weiß, das sich aus Rücksicht auf private Sammler und institutionelle Sammlungen noch nach dieser alten Form der Systematik von Karl Hugo Strunz richtet, erhielt das Mineral die System- und Mineral-Nr. II/E.24-10. In der „Lapis-Systematik“ entspricht dies der Abteilung „Sulfosalze (S : As,Sb,Bi = x)“, wobei in den Gruppen II/E.24 bis 26 die Blei-Sulfosalze mit As/Sb (x= 2,3–1,8) eingeordnet sind. Baumhauerit bildet hier zusammen mit Argentobaumhauerit (ehemals Baumhauerit-2a), Bernarlottiit und Robinsonit eine eigenständige, aber unbenannte Gruppe.
Die seit 2001 gültige und von der International Mineralogical Association (IMA) zuletzt 2009 aktualisierte 9. Auflage der Strunz’schen Mineralsystematik ordnet den Baumhauerit in die neu definierte Abteilung der „Sulfosalze mit SnS als Vorbild“ ein. Diese ist zudem weiter unterteilt nach den in der Verbindung vorherrschenden Metallen, so dass das Mineral entsprechend seiner Zusammensetzung in der Unterabteilung „Nur mit Blei (Pb)“ zu finden ist, wo es zusammen mit Argentobaumhauerit und dem bisher als fraglich geltenden Mineral Baumhauerit II die „Baumhauerit-Gruppe“ mit der System-Nr. 2.HC.05b bildet.
Auch die vorwiegend im englischen Sprachraum gebräuchliche Systematik der Minerale nach Dana ordnet den Baumhauerit in die Klasse der „Sulfide und Sulfosalze“ und dort in die Abteilung der „Sulfosalze“ ein. Hier ist er zusammen mit Argentobaumhauerit in der unbenannten Gruppe 03.06.13 innerhalb der Unterabteilung „Sulfosalze mit dem Verhältnis 2,0 < z/y < 2,49 und der Zusammensetzung (A+)i(A2+)j[ByCz], A = Metalle, B = Halbmetalle, C = Nichtmetalle“ zu finden.

## Kristallstruktur
Baumhauerit kristallisiert in der triklinen Raumgruppe P1 (Raumgruppen-Nr. 2) mit den Gitterparametern a = 22,80 Å; b = 8,36 Å; c = 7,89 Å; α = 90°; β = 97,3° und γ = 89,9° sowie 4 Formeleinheiten pro Elementarzelle.

## Bildung und Fundorte

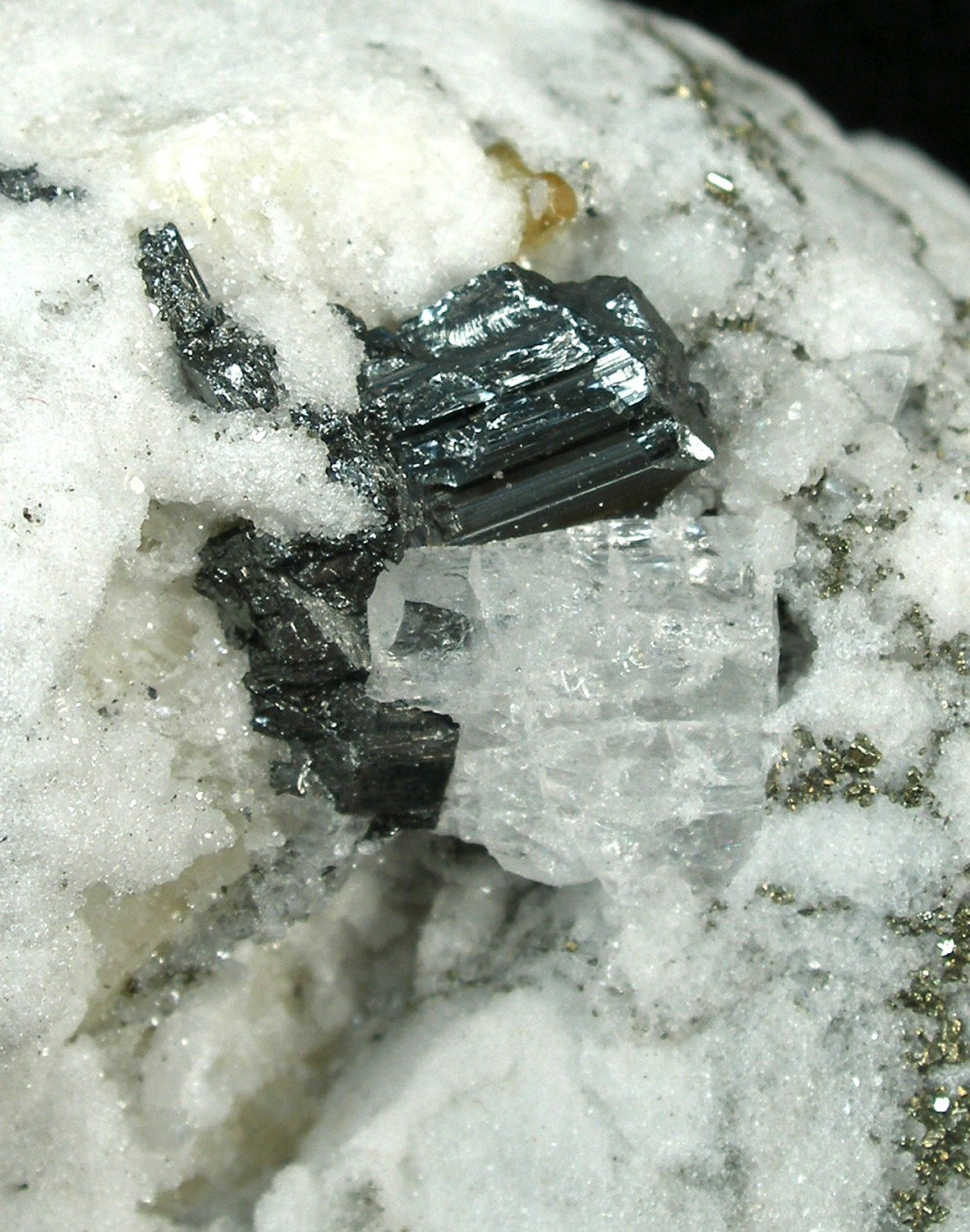
Baumhauerit in Dolomit eingebettet aus der Typlokalität Lengenbach, Binntal, Schweiz (Gesamtgröße der Probe: 8,0 × 4,0 × 4,5 cm)

Baumhauerit bildet sich hydrothermal in Dolomitgestein. Als Begleitminerale treten neben Dolomit und Baumhauerite-2a unter anderem noch verschiedene Blei-Sulfarsenide, Pyrit und Realgar auf.
Als seltene Mineralbildung konnte Baumhauerit nur an wenigen Orten nachgewiesen werden, wobei weltweit bisher rund 20 Fundstätten dokumentiert sind (Stand: 2021), wobei die Typlokalität Grube Lengenbach im Binntal der bisher einzige bekannte Fundort in der Schweiz ist. Allerdings ist dieser Fundort auch bekannt für seine reichhaltigen Funde von gut ausgebildeten Kristallen von bis zu 2,5 cm Durchmesser.
In Österreich trat das Mineral bisher in der Gipsgrube bei Moosegg (Salzburg) und möglicherweise auch am Haringgraben in der Gemeinde Oberort-Tragöß (Steiermark) auf.
Weitere Fundorte sind unter anderem die „Beltana Mine“ bei Puttapa in dem als Flinderskette bekannten australischen Gebirgszug, Huntingdon und Marathon in der kanadischen Provinz Ontario, die „Zareh Shuran Mine“ in der iranischen Provinz West-Aserbaidschan, die „Okoppe Mine“ auf der japanischen Halbinsel Shimokita, die Antimon-Quecksilber-Lagerstätte Khaidarkan (Chaidarkan) im Ferghanatal in Kirgisistan sowie in der „Perseverance Mine“ im Yukon-Koyukuk Census Area (Alaska), der „Zuni Mine“ (Zuñi Mine) am Anvil Mountain (Colorado), bei Sterling Hill (New Jersey) und der „Keystone Mine“ bei Birmingham (Pennsylvania).